# 헤럴드 (기업)
헤럴드(Herald)는 대한민국 최초 경제신문인 헤럴드경제와 대한민국 대표 영자신문인 코리아헤럴드를 발행하는 언론기업이다. 《코리아헤럴드》, 《헤럴드경제》, 《주니어헤럴드》, 《캠퍼스헤럴드》를 발행한다.
《코리아헤럴드》는 1953년 창간되었다. 
《헤럴드경제》는 1952년 창간되었다. 1952년 언론사업가 백승진이 부산에서 <제일신보>라는 일간지로 창간하였으나, 2년 만에 제호를 <산업경제신문>으로 바꾸어 경제신문지로 전환했다. 1973년 경영난으로 휴간한 뒤, 한국무역협회에 넘겨져 <일간내외경제> 재간행되었다. 1989년 4월 상호를 <(주)코리아헤럴드내외경제신문>으로 변경했다. 2002년 법률가 홍정욱이 인수하여 2003년 상호를 <(주)헤럴드미디어>로 변경했으며, 이후 2012년 CI를 전면개편하면서 상호를 <(주)헤럴드>로 바꾸었다. 2014년 10월 용산구 후암동으로 신사옥을 이전했다.

## 코리아헤럴드
대한민국의 대표적인 영어신문이다. 1953년 8월 15일 《코리안 리퍼블릭 The Korean Republic》이라는 제호로 창간됐다. 초기 타블로이드 4면으로 출발했다가 1961년 7월 11일부터 대판으로 지면을 넓히고, 독자들의 영어신문 이해를 돕기 위해 한글해설판을 부록으로 발행했다. 창간 12주년인 1965년 8월 15일부터 현재의 제호로 바꾸었다. 1977년 5월 한국에서는 처음으로 프랑스어 주간지 《쿠리에 드 라 코레 Courrier de la Corée》를 제작, 프랑스어권(語圈) 25개국에 한국을 소개했다. 2014년 K-Pop Herald를 발행했다.

## 헤럴드경제 및 주니어헤럴드
《헤럴드경제》는 한국 최초의 경제신문이다. 1952년 언론사업가 백승진이 부산에서 《제일신보》라는 일간지로 창간하였으나, 2년 만에 제호를 《산업경제신문》으로 바꾸어 경제신문지로 전환했다. 1973년 경영난으로 휴간한 뒤, 한국무역협회에 넘겨져 1973년 12월 조간 8면의 《일간 내외경제》로 창간한 뒤, 1980년 11월 24일 언론통폐합 조치에 따라 종간(終刊)됐다. 1989년 6월 1일 (주)코리아헤럴드내외경제신문에서 조간 16면의 《내외경제》로 복간한 뒤, 1993년 1월 석간으로 전환했다. 1996년 5월 지면을 20면으로 늘리고, 1999년 10월부터 제작을 전면 전산화했다. 같은 해 12월 인터넷 서비스를 시작했다. 2003년 《헤럴드경제》로 명칭을 변경했다.
주니어헤럴드는 코리아헤럴드와 로이터 AP 등 유수 외신기자 출신들이 발행하는 주니어 영어신문이다.

## 더인베스터
더인베스터 (The Investor)는 대한민국의 영어경제전문 온라인 매체로 2016년 6월 14일 창간했다. 해외 투자자들을 위한 영어 전문 뉴스로, 한국 기업 및 한국 경제에 관한 뉴스를 신속하게 전달한다. 실적, 인수·합병 (M&A), 기업공개 (IPO) 등 한국 기업 관련 각종 뉴스와 공시를 실시간으로 영문으로 보도하고, 투자자들이 그동안 접하지 못한 한국 기업의 지배구조, 한국 경제를 움직이는 300대 부호에 관한 콘텐츠도 영문으로 제공한다.

## 헤럴드아트데이
헤럴드아트데이는 미술품경매, 기획전시, 컨벤션, 전시홍보를 전문으로 하는 종합문화미디어 기업이다. 설립 1년 만에 대한민국 온라인 미술경매 1위에 올라섰다. 아트데이의 미술전시 가이드 모바일앱은 다운로드 50만 건을 넘어서며 관련 분야에서 독보적인 1위를 차지하고 있다. 대중이 예술을 쉽게 즐길 수 있는 환경을 제공하여 다양한 문화 및 미술시장을 대변하는 문화예술 아이콘으로 성장하고 있으며 누구나 쉽게 즐기고 소비할 수 있을 때야말로 건강한 문화예술 시장이며 이를 가꾸고 발전시키는 것을 목표로 삼고 있다.

## 헤럴드에코켐
헤럴드에코켐은 (주)헤럴드가 대한민국 친환경 플라스틱 산업을 육성하고 선도하기 위해 전액 출자해 만든 플라스틱 포장재 전문 기업이다. 2012년 5월 설립됐으며 2013년엔 ISO 9001(품질경영) 인증 획득, 2014년엔 ISO 14001(환경경영) 인증 및 대한민국내 최초 산화 생분해 친환경 PE필름 '에코바이오'를 출시했다.